# Zone de notification
La zone de notification ou la barre de notification est la partie de l'interface utilisateur qui affiche des icônes d'information d'état du système d'exploitation permettant l'accès rapide aux fonctions système de base et les logiciels qui n'ont aucune pertinence à s'afficher sur le bureau ou l'écran d'accueil. Ainsi on y retrouve généralement l'horloge, les réglages du volume, de l'affichage, le niveau de la batterie, la puissance du signal WiFi, etc.
De plus, elle peut contenir des icônes qui correspondent à des applications résidentes, c'est-à-dire des applications continuellement en cours d'exécution (antivirus, outils de capture d'écran, messagerie instantanée, etc.), ce qui permet une visualisation rapide de l'état de ces applications (exemple : antivirus désactivé, nouveau message, etc.), ainsi que l'accès rapide à ces applications.
Aussi, certaines applications qui ne tournent pas nécessairement en continu l'utilisent simplement pour minimiser leurs fenêtres, ce qui permet, lorsque l'application est utilisée, un accès rapide à l'application et surtout de ne pas encombrer la barre des tâches inutilement (exemple : logiciels de messagerie, lecteurs multimédia, etc.).